# Klintegården
56°10′05″N 10°13′10″Ø / 56.16813°N 10.21935°Ø
Klintegården er et bygningskompleks i Aarhus tegnet af Hans Ove Christensen, bygningen er placeret på toppen af en skråning ned mod Aarhus Havn og Aarhus Bugt. Bygningen blev fredet 9. december 2013.
Bygningen er opført i seks etager i jernbeton og har fladt tag. Mod Aarhus Bugten er altaner buede, men mod Skovvejen og mod gården er  rektangulære.